# Rochlov, Plzeň-sever
Rochlov là một làng thuộc huyện Plzeň-Bắc (huyện), vùng Plzeňský, Cộng hòa Séc.